# Seznam francoskih diplomatov
Seznam francoskih diplomatov.

## A
- Gabriel Alapetite
- Simon Arnauld, marquis de Pomponne
- Audrey Azaulay
- Charles Aznavour

## B
- Michel Barnier
- Imbert de Batarnay
- Pierre Beaumarchais
- Guillaume du Bellay
- Vincent, Count Benedetti
- Daniel Bernard
- Marcellin Berthelot
- Philippe Berthelot
- Georges Bidault
- Lucien Bonaparte
- Jacques Bongars
- Guillaume de Bonne-Carrere
- Ange-Élisabeth-Louis-Antoine Bonnier
- Auguste Boppe
- François-Marie, 1st duc de Broglie
- Victor, 3rd duc de Broglie

## C
- Jules Cambon
- Pierre Paul Cambon
- Michel de Castelnau
- François-René de Chateaubriand
- Paul Claudel
- Paul-Henri-Benjamin d'Estournelles de Constant
- Charles Colbert, marquis de Croissy
- Jacques-Maurice Couve de Murville

## D
- Pierre-Laurent-Jean-Baptiste-Etienne David
- Jean-François Deniau
- Vivant Denon
- Hippolyte Desprez

## E
- Chevalier d'Eon
- Godefroi, Comte d'Estrades

## F
- Florence Ferrari
- Arnaud du Ferrièr

## G
- Romain Gary
- Dominique Girard
- Jean Giraudoux
- Arthur de Gobineau
- Antoine V de Gramont

## H
- Stéphane Hessel (nem.-fr. Jud)
- Charles Louis Huguet, Marquis de Semonville

## J
- Pierre Jeannin

## K
- François Christophe Edmond de Kellermann
- James Marie-Antoine Monjaret de Kerjégu
- Jacques Kosciusco-Morizet

## L
- Jean-Pierre Lacroix
- Alexandre Maurice Blanc de Lanautte, Comte d'Hauterive
- Hubert Languet
- Albert Geouffre de Lapradelle
- Patrick Leclercq
- Marie-Christine Lemayeur
- Ferdinand de Lesseps
- Edmond Drouyn de Lhuys
- Andrew of Longjumeau

## M
- René Maheu
- Joseph de Maistre
- Hugues-Bernard Maret
- Charles de Marillac
- René Massigli
- Claude Matthieu, Count Gardane
- Balthasar de Monconys
- Jean Monnet
- Claudine Monteil
- Casimir, Comte de Montrond

## N
- Jean Nicot
- Adrien-Maurice, 3rd duc de Noailles
- Emmanuel-Henri-Victurnien, marquis de Noailles

## O
- Arnaud d'Ossat

## P
- Jules Patenotre des Noyers
- Auguste Pavie
- Auguste Casimir Périer
- Saint-John Perse
- Alain Peyrefitte
- Marcel Peyrouton
- Melchior de Polignac
- Étienne de Poncher
- Victor Marie du Pont
- François Pouqueville
- Abbé de Pradt

## R
- Léon Roches
- Théodore Roustan
- Charles Rouvier
- Charles-François de Broglie, marquis de Ruffec
- Jean-Christophe Rufin

## S
- Achille Harlay de Sancy
- Nicolas de Harlay, seigneur de Sancy
- Léon Say
- Horace François Bastien Sébastiani de La Porta
- Odet de Selve
- Abel Servien
- Roger Seydoux
- Emmanuel-Joseph Sieyès

## T
- Charles-Maurice de Talleyrand-Périgord
- Serge Telle
- Alexis de Tocqueville

## V
- Charles Gravier, comte de Vergennes

## W
- William Waddington